# Vankarem
Il Vankarem (in russo Ванкарем?) è un fiume dell'Estremo Oriente russo. Scorre nel rajon Iul'tinskij del Circondario autonomo della Čukotka.
Il fiume scorre in direzione mediamente nord-orientale, nella parte centrale e inferiore attraverso una pianura paludosa, e sfocia nell'omonima laguna del mare dei Ciukci chiusa a nord-est da capo Vankarem. La sua lunghezza è di 194 km, l'area del bacino è di 6 090 km².